# Valon Behrami
Valon Behrami, švicarski nogometaš albanskega rodu, 14. april 1985, Titova (Kosovska) Mitrovica, Jugoslavija.
Behrami je nekdanji nogometaš, ki je igral na položaju vezista. Ima tudi albansko državljanstvo, vendar je večino svojega življenja preživel v Švici. V profesionalni karieri je nastopal za FC Lugano, Genoo in Verono, v Lazio je prestopil pred sezono 2005/06.